# Конвокаційний сейм
Конвокаційний сейм (пол. Sejm konwokacyjny; від лат. convocatio — скликання) — перший з серії сеймів під час періоду безкоролів'я для виборів монарха в епоху виборної монархії у Речі Посполитій. На конвокаційному сеймі, підводили підсумки правління покійного короля та і на їхніх підставах складали pacta conventa (умови, на які мусив погодитись майбутній король) та визначали час та місце виборів.
Перед конвокаційним сеймом скликалися «передсеймові сеймики», де місцева шляхта вирішувала які саме вимоги ставити перед королем та відсилала своїх делегатів з вимогами на конвокаційний сейм. Метою конвокаційного сейму було визначення правил майбутнього елекційного сейму. Цей сейм не можливо скасувати.
Перший конвокаційний сейм відбувся у 1573 році після смерті Сигізмунда II Августа, а останній — у 1764 році перед обранням Станіслава-Августа Понятовського королем.
Засідання сейму відбувалися у Варшаві.